# Jelena Anatoljevna Lasmanova
Jelena Anatoljevna Lasmanova (Szaranszk, 1992. április 9. –) olimpiai és világbajnoki címétől megfosztott orosz távgyalogló.

## Pályafutása
1992. április 9-én született a mordvinföldi Szaranszkban. 2009 és 2011 között ifjúsági világversenyeken sikeresen szerepelt. A 2009-es brixeni ifjúsági világbajnokságon 5000 m-es gyaloglása aranyérmes lett. 2010-ben a junior világbajnokságon, 2011-ben a junior Európa-bajnokságon nyert aranyérmet 10 000 m-es gyaloglásban. A 2012-es londoni olimpián 20 km-es távon olimpiai bajnok lett. A 2013-as moszkvai világbajnokságon szintén aranyérmet szerzett. Utóbbi két győzelmétől 2022 megfosztották.
2014. június 22-én jelentették be, hogy Lasmanova több orosz atlétával együtt doppingolt és ezért két évre eltiltották a versenyzéstől.
2016 júniusában versenyzett újra, amikor az orosz bajnokságot nyerte meg Csebokszáriban. Azóta csak hazai, orosz versenyeken indulhat.
2022 márciusában az atlétika tisztaságáért felelős szervezet (AIU) törölte a 2012. február 18. és 2014. január 4. között elért eredményeit, így az olimpiai bajnoki és világbajnoki címét is.